# Petrorossia modesta
Petrorossia modesta är en tvåvingeart som beskrevs av Zaitzev 1966. Petrorossia modesta ingår i släktet Petrorossia och familjen svävflugor. Inga underarter finns listade i Catalogue of Life.